# Айтбаєв Сидикали
Сидикали Айтбаєв (1909, село Кара-Суу, тепер Кочкорського району Наринської області, Киргизстан — 1986, село Кара-Суу, тепер Кочкорського району Наринської області, Киргизстан) — радянський киргизький державний діяч, 1-й секретар Іссик-Кульського обласного комітету КП Киргизії, голова Іссик-Кульського і Тянь-Шаньського облвиконкомів. Депутат Верховної ради Киргизької РСР. Депутат Верховної ради СРСР 4-го скликання.

## Життєпис
Народився в родині селянина-бідняка. До десятирічного віку виховувався у батьків, потім наймитував у бая. З 1921 по 1924 рік проживав у Пішпецькому дитячому будинку. У 1924 році вступив до комсомолу.
З 1924 по 1930 рік навчався в Фрунзенському (Пішпецькому) сільськогосподарському технікумі.
У 1930—1935 роках — агроном Атбашинської районної колгоспної спілки; агроном Кочкорського районного земельного відділу; директор Кочкорської машинно-тракторної станції; завідувач Кочкорського районного земельного відділу Киргизької АРСР.
У 1935—1940 роках — заступник голови виконавчого комітету Кочкорської районної ради; заступник голови виконавчого комітету Чаткальської районної ради Киргизької РСР.
Член ВКП(б) з 1940 року.
У 1940—1942 роках — редактор останніх повідомлень Киргизького радіокомітету при Раді народних комісарів Киргизької РСР.
У 1942—1943 роках — директор Акталінської машинно-тракторної станції Киргизької РСР.
У 1943—1947 роках — заступник завідувача, завдувач сільськогосподарського відділу Тянь-Шаньського обласного комітету КП(б) Киргизії.
У 1947—1949 роках — 1-й секретар Чолпонського районного комітету КП(б) Киргизії.
У січні 1949—1950 роках — 2-й секретар Тянь-Шаньського обласного комітету КП(б) Киргизії.
У 1950 — вересні 1952 року — голова виконавчого комітету Іссик-Кульської обласної ради депутатів трудящих.
У вересні 1952 — 1955 року — 1-й секретар Іссик-Кульського обласного комітету КП Киргизії.
У 1957—1960 роках — голова виконавчого комітету Тянь-Шаньської обласної ради депутатів трудящих.
Потім працював на керівних посадах у Кочкорському районі Киргизької РСР.
Помер у 1986 році в селі Кара-Суу Кочкорського району.

## Нагороди
- орден Леніна
- орден Трудового Червоного Прапора
- два ордени «Знак Пошани»
- медаль «За доблесну працю у Великій Вітчизняній війні 1941—1945 рр.»
- медаль «За трудову доблесть»
- медалі